# 스테르노피구스과
스테르노피구스과(Sternopygidae)는 김노투스목에 속하는 조기어류 과의 하나이다. 파나마와 남아메리카의 민물에서 발견된다.

## 하위 속
스테르노피구스과는 6개의 현존하는 속에 30여 종으로 이루어져 있다.
- Archolaemus
- Distocyclus
- Eigenmannia
- † Humboldtichthys
- Japigny
- Rhabdolichops
- Sternopygus